# Ragga funky
Ragga funky es un género derivado del rasteirinha, el propósito de este estilo es presentar un ritmo que une el funk de Río con influencias de ritmos como el ragga (una variación de la música electrónica y el dancehall), el reggae, el kuduro y el reggaetón. Raggafunk obtuvo razonable notoriedad internacional por la canción "Olha a Explosão", del MC Kevinho, y fue impulsada a nivel nacional por el EP "Ragafunk" del DJ João Brasil.